# Hidrogencarbonat de sodi
L'hidrogencarbonat de sodi (també anomenat bicarbonat de sodi, bicarbonat sòdic, bicarbonat, carbonat àcid de sodi, E 500 ii o sal de Vichy) és un compost sòlid cristal·lí de color blanc molt soluble en aigua, amb un lleuger gust alcalí semblant al carbonat de sodi (encara que menys fort i més salat que aquest últim), de fórmula química és NaHCO₃. Es pot trobar com a mineral a la natura o es pot produir artificialment. La forma mineral natural és nahcolita. És un component del mineral natró i es troba dissolt en moltes fonts minerals.
Quan s'exposa a un àcid moderadament fort es descompon produint diòxid de carboni i aigua, amb una característica efervescència. La reacció és la següent:
- NaHCO₃ + HCl → NaCl + H₂O + CO2 (gas)
- NaHCO₃ + CH₃COOH → NaCH₃COO + H₂O + CO₂ (gas)

A causa de la capacitat del bicarbonat de sodi d'alliberar diòxid de carboni s'usa juntament amb compostos acídics com additiu rent en fleca i en la producció de gasosa. Alguns llevats de forner contenen bicarbonat de sodi. Antigament s'usava com a font de diòxid de carboni per a la gasosa Coca Cola.
És el component fonamental de les pólvores extintors d'incendis o pols BC.

## Obtenció
Mitjançant el procés de Solvay. Encara que és utilitzat per a obtenir Na₂CO₃, és possible obtenir en una de les reaccions intermèdies hidrogencarbonat de sodi. El procés consisteix en la reacció:
{\displaystyle {\ce {Na+ + Cl^- + NH3 + H2O + CO2 -> NaHCO3(s) + NH4+ + Cl-}}}
en la qual precipita l'hidrogencarbonat de sodi.

## Història de la indústria
La cendra de sosa (carbonat de sodi) i de potassa (carbonat de potassi), denominats genèricament àlcalis, són substàncies químiques essencials per a les indústries del vidre, tèxtil, del sabó i del paper. En l'oest d'Europa tradicionalment s'havia obtingut potassa a partir de la cendres de fusta. No obstant això, al segle xviii, la desforestació havia tornat aquest mitjà de producció poc rendible, i l'àlcali va haver de començar a ser importat. Així a tot Europa la potassa s'importava d'Amèrica del Nord, Escandinàvia i Rússia, on continuava havent-hi grans boscos. En canvi la cendra de sosa s'aconseguia de la costa del llevant espanyol i de les Illes Canàries, on es produïa de forma similar al carbó de llenya, a partir de les plantes costaneres anomenades barrella, o també d'Egipte, on el mineral anomenat natró s'extreia de jaços de llacs secs. Sobretot a Gran Bretanya, l'única font local d'àlcalis eren les algues marines, que arribaven a les costes d'Escòcia i Irlanda.
El 1783, el rei Luis XVI de França i l'Acadèmia de Ciències Francesa van oferir un premi de 2.400 lliures a qui pogués descobrir un mètode per produir àlcali de la sal marina (clorur de sodi). En 1791, Nicolas Leblanc, metge de Luis Felipe II, duc d'Orleans, va descobrir i va patentar el seu mètode. Aquest mateix any es va construir la primera planta de Leblanc per al duc de Saint-Denis, i aquesta va començar a produir 320 tones de cendra de sosa (carbonat de sodi) per any. Posteriorment se li va negar els diners del premi a causa de la Revolució Francesa.
Leblanc va construir la primera planta usant el seu procés en 1791 en Saint-Denis. No obstant això, els revolucionaris francesos es van apoderar de la planta, juntament amb la resta dels béns de Luis Felipe, en 1794, i van fer públics els secrets comercials de Leblanc. Napoleó I va retornar la planta a Leblanc en 1801, però mancava dels fons per a reparar-la i competir contra les fàbriques de soda que uns altres havien muntat mentrestant. Posteriorment Leblanc es va suïcidar en 1806.
A principis del segle xix, els industrials francesos de carbonat de sodi produïen de 10.000 a 15.000 tones a l'any. No obstant això, va anar a Gran Bretanya on més àmpliament es va utilitzar el procés Leblanc. La primera planta de soda britànica que emprava el procés Leblanc la va construir la família Losh dels fundadors de la factoria de ferro Losh, Wilson i Bell en Walker al costat del riu Tyne en 1816. Però els alts aranzels britànics sobre la producció de sal van obstaculitzar l'economia del procés de Leblanc i aquest tipus d'operacions es van mantenir a petita escala fins a 1824. Després de la derogació de la tarifa de la sal, la indústria de soda britànica va créixer de manera espectacular, i les factories químiques construïdes per James Muspratt a Liverpool, i Charles Tennant prop de Glasgow es van convertir en algunes de les més grans del món. Abans de 1852, la producció de soda anual havia aconseguit 140.000 tones al Regne Unit i 45.000 tones a França. En la dècada de 1870, la producció de alcalí britànica de va arribar a 200.000 tones anuals, superior a la de totes les altres nacions del món juntes.

## Usos
L'hidrogencarbonat de sodi s'usa principalment en la rebosteria, on reacciona amb altres components i allibera CO₂, que ajuda la massa a elevar-se i li dona sabor i volum. Els compostos àcids que indueixen aquesta reacció inclouen bitartrat de potassi (també conegut com a crema de tàrtar), suc de llimona, iogurt, àcid acètic.

### Ús cultural i cosmètic
L'hidrogencarbonat de sodi s'utilitza com a agent alcalinitzant que actua en combinació amb la saliva en mastegar el bol de coca (o acullico, de manera que se suavitza i es produeix l'extracció dels metabòlits de la fulla de coca perquè així mastegar el bol de coca sigui un procés agradable i més durador que altrament. L'hidrogencarbonat de sodi és a la coca el que el sucre al cafè; així, a les muntanyes del Perú, Bolívia i el nord de l'Argentina (on aquesta pràctica és comuna), el consum d'hidrogencarbonat és alt. A la Xina, s'usa per a rentar-se els peus. S'empra per a combatre l'acidesa gàstrica quan no es disposa de medicaments específics (com ara l'almagat). Serveix també per a la neteja pel seu poder abrasiu i desodorant (per exemple, per a treure l'olor «de nou» de les neveres). Es fa servir més com a blanquejador dental, ja que poleix la superfície de l'esmalt i com a agent desodorant per a eliminar olors de sudoració forta a aixelles i peus. Per als malestars estomacals, podem preparar una beguda calenta amb menta, o freda amb llimona (llimonada), afegir-hi una culleradeta d'hidrogencarbonat, barrejar-ho bé i beure-nos-ho (cal recordar que no s'ha d'endolcir). Per a treure la molèstia, n'hi ha prou amb una tassa.

#### Pirotècnia
El bicarbonat de sodi és un dels principals components del foc artificial comunament conegut com a "serp negra". L'efecte es produeix per la descomposició tèrmica, que produeix gas diòxid de carboni per generar una llarga serp de cendra similar com a producte de la combustió de l'altre component principal, la sacarosa. El bicarbonat de sodi també s'utilitza per endarrerir les reaccions de combustió mitjançant l'alliberament de CO2 i H2O quan s'escalfa, tots dos són retardants de flama.

#### Desinfectant suau
Té propietats desinfectants febles i pot ser un fungicida eficaç contra alguns organismes. Com que el bicarbonat de sodi absorbeix olors a humitat, s'ha convertit en un mètode fiable per als venedors de llibres usats per fer que els llibres siguin menys pudents.

#### Extintor d'incendis
El bicarbonat de sodi es pot fer servir per extingir petits incendis de greix o elèctrics llançant-lo sobre el foc, ja que l'escalfament del bicarbonat de sodi allibera diòxid de carboni. Tot i això, no s'ha d'aplicar a incendis en fregidores; l'alliberament sobtat de gas pot fer que el greix esquitxi. El bicarbonat de sodi s'utilitza en extintors d'incendis químics secs de classe BC com a alternativa al fosfat monoamònic més corrosiu als extintors ABC. La naturalesa alcalina del bicarbonat de sodi el converteix en l'únic agent químic sec, a més del K-Púrpura, que es va utilitzar en sistemes de supressió d'incendis a gran escala instal·lats a cuines comercials. Com que pot actuar com un àlcali, l'agent té un efecte de saponificació suau sobre el greix calent, cosa que forma una escuma suau i protectora.

#### Neutralització d'àcids
El bicarbonat de sodi reacciona espontàniament amb àcids, alliberant gas CO2 com a producte de reacció. S'usa comunament per neutralitzar solucions àcides no desitjades o vessaments d'àcid a laboratoris químics. No és apropiat fer servir bicarbonat de sodi per neutralitzar bases, encara que sigui amfòter, reacciona amb àcids i bases.

#### Suplement esportiu
Es pren bicarbonat de sodi com a suplement esportiu per millorar la resistència muscular.

#### Agricultura
Quan s'aplica bicarbonat de sodi a fulles, pot prevenir el creixement de fongs; no obstant, no mata el fong. Una quantitat excessiva de bicarbonat de sodi pot causar decoloració de les fruites (solució del dos per cent) i clorosi (solució de l'u per cent).

#### Usos mèdics i salut
El bicarbonat sòdic barrejat amb aigua es pot utilitzar com a antiàcid per tractar la indigestió àcida i l'acidesa estomacal. La seva reacció amb l'àcid estomacal produeix sal, aigua i diòxid de carboni:
NaHCO3 + HCl → NaCl + H2O + CO2(g)
Una barreja de bicarbonat sòdic i polietilenglicol com PegLyte, dissolta en aigua i presa per via oral, és una preparació eficaç per al rentat gastrointestinal i un laxant abans de la cirurgia gastrointestinal, gastroscòpia, etc.
El bicarbonat sòdic intravenós en solució aquosa s'utilitza de vegades en casos d'acidosi, o quan no hi ha prou ions de sodi o bicarbonat a la sang. En casos d'acidosi respiratòria, l'ió bicarbonat infós impulsa el tampó àcid carbònic/bicarbonat del plasma cap a l'esquerra, i eleva així el pH. Per aquest motiu, el bicarbonat sòdic s'utilitza en la reanimació cardiopulmonar sota supervisió mèdica. La infusió de bicarbonat només està indicada quan el pH sanguini és marcadament baix (< 7,1-7,0).
L'HCO3- s'utilitza per al tractament de la hiperpotassèmia, ja que torna K+ a les cèl·lules durant els períodes d'acidosi. Atès que el bicarbonat sòdic pot causar alcalosi, de vegades es fa servir per tractar les sobredosis d'aspirina. L'aspirina requereix un entorn àcid per a la correcta absorció, i un entorn bàsic disminuirà l'absorció d'aspirina en casos de sobredosi. El bicarbonat sòdic també s'ha fet servir en el tractament de la sobredosi d'antidepressius tricíclics. També es pot aplicar tòpicament en forma de pasta, amb tres parts de bicarbonat sòdic i una part d'aigua, per alleujar alguns tipus de mossegades i picades d'insectes (així com la inflor que les acompanya).
Alguns metges alternatius, com Tullio Simoncini, han promocionat el bicarbonat de sodi com a remei contra el càncer, una cosa contra el que ha advertit la Societat Americana contra el Càncer degut tant a la seva eficàcia no provada com al perill potencial del seu ús. Edzard Ernst ha qualificat la promoció del bicarbonat de sodi com a remei contra el càncer com "una de les estafes alternatives contra el càncer més malaltisses que he vist en molt de temps".
El bicarbonat sòdic es pot afegir als anestèsics locals per accelerar l'aparició dels seus efectes i fer que la seva injecció sigui menys dolorosa. També és un component de la solució de Moffett, utilitzada en cirurgia nasal.
S'ha proposat que les dietes àcides debiliten els ossos. Una metaanàlisi sistemàtica de la investigació no mostra aquest efecte. Un altre també troba que no hi ha proves que les dietes alcalines millorin la salut òssia, però suggereix que "hi pot haver algun valor" en les dietes alcalines per altres raons.
Els manifestants han preparat i utilitzat solucions antiàcides (com el bicarbonat de sodi) per alleujar els efectes de l'exposició a gasos lacrimògens durant les protestes.
De manera similar al seu ús en rebosteria, el bicarbonat sòdic s'utilitza juntament amb un àcid suau com l'àcid tartàric com a excipient en comprimits efervescents: quan es deixa caure un comprimit d'aquest tipus en un got d'aigua, el carbonat abandona el medi de reacció en forma de gas carbònic (HCO3- + H+ → H2O + CO2↑ o, més exactament, HCO3- + H3O+ → 2 H2O + CO2↑). Això fa que el comprimit es desintegri, quedant el medicament suspès i/o dissolt a l'aigua juntament amb la sal resultant (en aquest exemple, tartrat sòdic).

#### Usos veterinaris
El bicarbonat sòdic s'utilitza com a suplement alimentari per al bestiar, en particular com a agent amortidor del rumen.

#### Agent de neteja
El bicarbonat sòdic s'utilitza en un procés d'eliminació de pintura i corrosió anomenat sodablasting. Com a mitjà de xorreig, el bicarbonat sòdic s'utilitza per eliminar la contaminació superficial de substrats més tous i menys resistents, com l'alumini, el coure o la fusta, que podrien resultar danyats pels mitjans abrasius de sorra de sílice.
Un fabricant recomana una pasta feta de bicarbonat de sodi amb un mínim d'aigua com a fregall suau, i és útil per eliminar l'òxid superficial, ja que l'òxid forma un compost soluble en aigua quan es troba en una solució alcalina concentrada; cal utilitzar aigua freda, ja que les solucions d'aigua calenta poden corroir l'acer. El bicarbonat sòdic ataca la capa fina protectora d'òxid que es forma sobre l'alumini, per la qual cosa no és adequat per netejar aquest metall. Una solució en aigua temperada eliminarà el llustre de la plata quan estigui en contacte amb un tros de paper d'alumini. El bicarbonat sòdic se sol afegir a les rentadores com a substitut del descalcificador i per eliminar les olors de la roba. També és gairebé tan eficaç per eliminar les taques de te i cafè de les tasses com l'hidròxid de sodi, quan es dilueix en aigua calenta.
Durant el Projecte Manhattan per desenvolupar la bomba nuclear a principis de la dècada de 1940, la toxicitat química de l'urani va ser un problema. Es va descobrir que els òxids d'urani s'adherien molt bé a la tela de cotó i no s'eliminaven amb sabó o detergent. Tot i això, l'urani s'eliminava amb una solució al 2% de bicarbonat sòdic. La roba es pot contaminar amb pols tòxica d'urani empobrit (DU), que és molt dens, per això s'utilitza per a contrapesos en un context civil, i en projectils perforants de blindatge. L'urani empobrit no s'elimina amb el rentatge normal; el rentat amb 170 g de bicarbonat de sodi a 7,5 l d'aigua ajuda a eliminar-lo.

#### Control d'olors
Sovint s'afirma que el bicarbonat de sodi és un eficaç eliminador d'olors, i sovint es recomana mantenir una caixa oberta a la nevera per absorbir l'olor. Aquesta idea va ser promoguda per la principal marca nord-americana de bicarbonat de sodi, Arm & Hammer, en una campanya publicitària que va començar el 1972. Tot i que aquesta campanya es considera un clàssic del màrqueting, ja que en el termini d'un any més de la meitat dels frigorífics nord-americans contenien una caixa de bicarbonat de sodi, hi ha poques proves que sigui realment eficaç en aquesta aplicació.

#### Producció de gas hidrogen
El bicarbonat sòdic es pot utilitzar com a catalitzador en la producció de gas. El seu rendiment per a aquesta aplicació és "bo", però no sol utilitzar-se. El gas hidrogen es produeix mitjançant electròlisi de l'aigua, procés en què s'aplica corrent elèctric a través d'un volum d'aigua, cosa que provoca que els àtoms d'hidrogen se separin dels àtoms d'oxigen. Aquesta demostració sol fer-se a les classes de química dels instituts per mostrar l'electròlisi.